# Камено (община)
Камено (болг. Община Камено) — община у Болгарії. Входить до складу Бургаської області. Населення становить 10 393 особи (станом на 1 лютого 2011 р.). Адміністративний центр громади — однойменне місто.
| Назва         | Станом на 2011 р. | Площакм2 | Стара назва                        | Назва           | Станом на 2011 р. | Площакм2 | Стара назва |
| ------------- | ----------------- | -------- | ---------------------------------- | --------------- | ----------------- | -------- | ----------- |
| Винарсько     | 480               | 22,726   | Буюклії                            | Польський Ізвор | 436               | 21,392   | Кир Чешме   |
| Вратиця       | 95                | 16,540   | Капуджи Кьой                       | Русокастро      | 1183              | 47,435   |             |
| Желязово      | 190               | 8,320    | Демирдеш                           | Свобода         | 414               | -        |             |
| Камено        | 4336              | 59,287   | Каялії                             | Трояново        | 1150              | 55,806   | Колеш Кьой  |
| Константиново | 330               | 21,816   | Мандрата, Константиново, Новоселці | Тристиково      | 389               | 27,334   | Сазли Кьой  |
| Кристина      | 400               | 19,831   |                                    | Черний Врих     | 709               | 28,101   | Кара Тепе   |
| Ливада        | 281               | 26,358   | Суватите                           | Разом           | 10393             | 354,946  |             |